# Ruthie Matthes
Ruthie Matthes (Sun Valley, 11 november 1965) is een Amerikaans voormalig wielrenster die actief was in het wegwielrennen, het mountainbiken en het veldrijden.
In 1990 won Matthes het Amerikaans kampioenschap op de weg.In Dat zelfde jaar werd ze tweede op het Wereldkampioenschap wegwielrennen en derde op het Wereldkampioenschap mountainbike cross-country. Een jaar later werd ze Wereldkampioene cross-country mountainbike.
Matthes heeft deelgenomen aan Olympische Zomerspelen van 200 in Sydney. Tijdens deze spelen behaalde ze een tiende plaats in de cross-country mountainbike. 

## Belangrijkste uitslagen

### Wegwielrennen
1988
 Amerikaans kampioenschap op de weg.
1989
7e en 8e etappe Women's Challenge
 Amerikaans kampioenschap op de weg
 Amerikaans kampioenschap criterium
1990
6e en 13e etappe Women's Challenge
 Amerikaans kampioenschap op de weg
 Wereldkampioenschap op de weg
3e etappe Washington Trust Classic
Eindklassement Washington Trust Classic
Ronde van Okinawa
1991
 Amerikaans kampioenschap op de weg

### Mountainbike
1990
 Wereldkampioenschap cross-country
1991
 Wereldkampioenschap cross-country
WB Mammoth Lakes
1992
WB Landgraaf
WB Vail
 Wereldkampioenschap cross-country
Wereldbeker klassement
1993
WB Plymouth
 Wereldkampioenschap cross-country
1996
 Wereldkampioenschap cross-country
1997
Deer Valley
2000
10e Olympische Spelen

### Veldrijden
1997
 Amerikaans kampioenschap
2000
13e Wereldkampioenschap